# Paronychia chartacea
Paronychia chartacea är en nejlikväxtart som beskrevs av Merritt Lyndon Fernald. Paronychia chartacea ingår i släktet prasselörter, och familjen nejlikväxter. Utöver nominatformen finns också underarten P. c. minima.